# Pylle Søndergård
Bente Pylle Søndergård (født 23. august 1952 i Herning) er en dansk maler, fotograf og keramisk kunstner. Hun er datter af maleren Ove Anker Juul Weinreich og galleriejer Karen Hjorth. Hun giftede sig med fotografen Hans Henrik Søndergaard 7. oktober 1972 i Ringkøbing.

## Biografi
Pylle Søndergaard voksede op i et miljø af kunstnere, hvor både faderen og bedstefaderen ( maleren Emil Janus Weinreich 1892-1975) arbejdede med maleri. Hun var oprindeligt i mesterlære hos fotografen Erik Christensen og blev svend 1972. Hun arbejdede med fotografisk virksomhed 1975-1984, fra 1974 i fotografisk fællesskab med ægtemanden Hans Søndergaard. Efter 1984 udviklede hun sit arbejde med billeder til også at omfatte maleri og søgte uddannelse hos malerne Jørgen Teik Hansen og Lars Ly.
I malerierne og de grafiske arbejder opleves Pylle Søndergårds tætte, stærke forhold til naturen gennem hendes arbejde med forenklede figurer i klare farver og grove konturer. Reminiscenser fra arbejdet med fotografi finder vej i kompositionerne, der sammen med et ekspressivt udtryk fremstår både umiddelbart sansede og som reflekterende over eksistentielle forhold i tiden.

### Uddannelse
- 1969-1972 mesterlære hos fotografen Erik Christensen, Ringkøbing
- 1972 Svendebrev fra Randers Tekniske Skole
- 1984-1985 elev hos maleren Jørgen Teik Hansen
- 1986-1988 elev hos maleren Lars Ly

### Rejser og udlandsophold
- 1985-1991 Sverige

## Udstillinger
- 1987-1988 Kunstnernes Sommerudstilling
- 1989-1990 Vestsjællands Kunstudstilling
- 1989 Vestfyns Kunstudstilling
- 1991-1992 Kunstnernes Efterårsudstilling KE
- 1995-1996 A Woman´s View, Equality, Development and Peace, Washington DC, USA
- 1998 Small Pictures Great Harmony, Nagano, Japan
- 2011 Fanø Kunstmuseum
- 2012 Galleri Varming, Valby
- 2013 Kunstnerforeningen af 18. November, grafik
- 2015 Galleriet Hornbæk
- 2016 Kirsten Kjærs Museum
- 2019 Galleri Parnasse

### Separatudstillinger
- 1991 Galleri Huset ved Kongens Have
- 1992 Gammelgaard, Herlev
- 1993 Galleri Sankt Petri, København
- 2004 Varmegalleriet, København

## Værker i offentlig eje og udsmykninger
- 1992 Forår, Herlev Rådhus
- 1992 Naturoplevelse, Udsmykning til Herlev Kommune
- 2020 Havreholm Slot, udsmykning

## Stipendier og udmærkelser
- 1989 Vestfyns censurerede Kunstudstillings Jubilæumspris
- 2013 Legat fra Anne Marie Telmànyi født Carl Nielsens Fond til støtte for kvindelige billedkunstnere
- 2016 Gelsted-Kirk-Scherfig Fondens Pris
- 2019 Malerinde, MA, Eva Andersens Legat

## Organisatorisk virke
I årene 2006-2009 var Pylle Søndergård medlem af Københavns Kommunes Billedkunstudvalg.
Pylle Søndergaard ydede under sin tid som bestyrelsesmedlem i Kvindelige Kunstneres Samfund (KKS) 2009-2016 en omfattende indsats for synliggørelse af kvindelige kunstnere. Som medlem af KKS-arkivudvalget opbyggede hun det digitale fotografiske arkiv, som består af fotograferede arkivalier som dokumenter og protokoller og affotograferede historiske fotografier. Desuden tog hun initiativ til og stod for billedsiden og layoutet til foreningens 100-års jubilæumsbog 100 års øjeblikke - Kvindelige Kunstneres Samfund, som udkom i 2014. Bogen er en antologi med artikler skrevet af kunsthistorikere, kunstnere og forskere med udgangspunkt i KKS-arkivet, som dermed dokumenterer de kvindelige kunstneres historie og værker fra tiden før 1916 op til i dag.
2015 var Pylle Søndergård kurator på udstillingen Moderne Kvinder - modtagelighed, intuition og mod i Galleriet Hornbæk sammen med galleriejer Susanne Risom. Den omfattende udstilling indeholdt værker af kvindelige kunstnere fra det moderne gennembrud i årene omkring 1900 og op til nyere tid. Blandt de tidlige kunstnere var Ebba Carstensen, Astrid Holm og Juliana Sveinsdóttir, som alle havde sommerbolig i Horneby og udgjorde kunstnerkolonien i Horneby sammen med den fastboende maler Annette Houth. Andre kunstnere repræsenteret på udstillingen var eksempelvis Emilie Mundt, Elisabeth Neckelmann, Anne Marie Telmányi, Else Fischer Hansen, Anna Klindt Sørensen, Else Alfelt og Helle Thorborg.